# 구이강시
구이강(중국어: 贵港, 병음: Guìgǎng, 좡어: Gveigangj)은 중화인민공화국 광시 좡족 자치구의 지급시이다.

## 지리
구이강은 광시 좡족 자치구의 중부에 있다. 그리고 광시의 5개 주요 도시 난닝, 구이린, 류저우, 베이하이, 우저우 사이에 위치한다. 중원과 화남 특히 홍콩과 마카오를 연결하는 교통과 상업의 중심에 있다. 구이강에는 몇 개의 철로와 고속도로 및 주강 삼각주와 직접 연결되는 서강에 면한 하항이 있다.
아열대 계절풍 기후로 연평균 기온은 21 °C이고 연평균 강수량은 1428mm이다.

## 역사
수나라 때의 635년에 귀주(貴州)가 두어졌다. 명나라 때인 1369년에 귀현(貴县)이 두어졌다. 1988년에 구이강 시가 설립되었다.

## 경제
1998년 GDP는 100억 위안으로 예년에 비해 7% 성장했다. 운송업, 해운업, 병참은 구이강 경제의 필수 요소이다. 1년에 1000만 톤이 넘는 화물이 구이강의 항구를 통과한다. 주요 산업으로는 화학, 제약, 야금, 무두질, 섬유, 인쇄, 식료품이다. 농업 또한 중요한 부분으로 주요 작물로는 쌀, 옥수수, 설탕, 의약재, 담배, 차, 연근, 녹색 야채가 있다.

## 주민

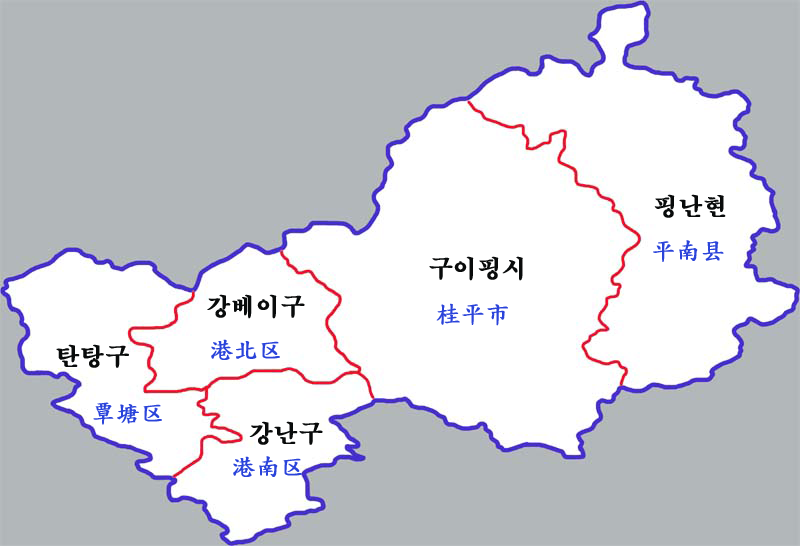
구이강시 현급구역

주민들 대부분은 한족이다.

## 행정 구역
3개 시할구, 1개 현급시, 1개 현을 관할한다.
시할구
- 강베이 구(港北区)
- 강난 구(港南区)
- 탄탕 구(覃塘区)

현급시
- 구이핑 시(桂平市)

현
- 핑난 현(平南县)